# 페리볼리아 시립 경기장
페리볼리아 시립 경기장은 그리스 하니아의 무르니에스에 위치한 다목적 경기장이다.